# MP hygiene
MP hygiene est une entreprise papetière française créée en 1865. Elle fabrique et transforme des produits d’hygiène à usage unique tels que les essuyages papier sous la marque Evadis et de technologie DESL ainsi que des essuyages non-tissé. MP hygiene est également fabricant de savons pour l'hygiène des mains de marque TIFON, de gels et de solutions hydroalcooliques commercialisés sous la marque SANITIZER. Depuis plus de 20 ans, l’entreprise conçoit et développe des équipements de protection individuelle jetables (gants, masques...) sous la marque JET. Ces produits sont distribués par des revendeurs nationaux ou internationaux puis utilisés dans les secteurs de l’industrie, du médical, de l’alimentaire et en collectivité. 
La société MP hygiene considère le développement durable et l’innovation comme piliers dans la création de valeur pour l’entreprise et ses parties prenantes. Leur stratégie consiste à mêler durabilité et efficacité afin d’innover au service de l’hygiène professionnelle. Grâce à ça, la société les 30% plus vertueuse que la moyenne du marché. 
Les produits de MP hygiene sont certifiés Origine France Garantie, Ecolabel, FSC et PEFC.

## Historique
En 1865, Louis-Alexis Miribel fonde, à Vienne, une entreprise de récupération de déchets textiles destinés à l’industrie textile et papetière.
François Miribel rejoint l’entreprise en 1936. Il se spécialise dans le triage de chiffons de laine achetés auprès de chiffonniers ou « piquetiers ».  
En 1967 Bernard Miribel rejoint l’entreprise Fonlupt Bourg, spécialisée dans le chiffon d’essuyage, située à Bourg-en-Bresse qui vendra jusqu’à 8000 T de chiffons d’essuyage par an.   
En 1997, après avoir dirigé la filiale anglaise d’IMBALPAPER, Marc Miribel reprend la société familiale Fonlupt Bourg, basée à St-Rambert-d’Albon qui devient alors Fonlupt SA.  
En 1998, l’entreprise déménage à Annonay (Ardèche), dans les anciens locaux de la Papeterie Canson, et commence à commercialiser des articles d’essuyage papier. 
En 2000, MP hygiene lance la marque JET, articles de protection à usage unique. 
En 2003, la décision est prise d’investir dans une première ligne de transformation dotée de la technologie DESL (gaufré-collé). 
Concomitamment, l’entreprise développe un distributeur à prédécoupe automatique, baptisé Autocut.  
En 2007, la société est renommée Manufacture de Produits d’hygiène, MP hygiene. 
En 2009, MP hygiene met au point une nouvelle technologie, le DESL. Le mariage de la technologie DESL, 2 plis laminés collés, et du distributeur Autocut permet à la société MP hygiene de répondre à la très forte demande d’essuie-mains liée au virus H1N1. La France avait, alors, un retard considérable en matière d’hygiène des mains. 
Une usine de savon est mise en place pour répondre à la demande, notamment en matière de gel hydro-alcoolique. 
En 2012 MP hygiene crée la Papeterie d’Annonay,. Cette papeterie est située sur le site historique des grandes familles de papetiers et notamment l’entreprise Canson et Montgolfier,.
La capacité de production de la Papeterie d’Annonay est de 30 000 tonnes par an.
En 2020, Marc Miribel nomme son fils Pierre Miribel Directeur Général et sa fille Laure Miribel Directrice Générale Déléguée et reprend ses fonctions de Président de MP hygiene. Il investit dans un nouvel atelier de fabrication de gels et de solutions hydroalcooliques et recrute 250 personnes pour une production journalière de 90 000L de gel hydroalcoolique.
En 2021, l'entreprise est récompensée pour ses actions RSE et reçoit la médaille d'argent par l'organisme ECOVADIS. En parallèle de ses actions RSE, elle investit dans deux nouvelles machines de transformation papier afin d'améliorer ses capacités de production et de fournir des produits encore plus performants.
En 2022, les efforts sociaux et environnementaux de l'entreprise sont une fois de plus récompensés et l'entreprise reçoit la médaille d'Or ECOVADIS et devient également ISO50001 grâce à sa démarche d'amélioration continue et leurs résultats grâce à un management efficace de l’énergie. 

## Organisation
MP hygiene est le plus important fabricant français intégré de papier d’essuyage labellisé Origine France Garantie et Ecolabel. De par son sourcing, MP hygiene s'inscrit dans une démarche de gestion durable des forêts avec des produits portants les certification FSC ou PEFC. 
MP hygiene dispose de 52 500 m2 de bâtiments répartis sur quatre sites en Ardèche et en Isère et de vingt-et-une lignes de production, toutes équipées des dernières technologies.
Depuis 1997, plus de 71M€ ont été investis et 450 emplois ont été créés sur le bassin annonéen,.
En 2015 et en 2019 MP hygiene remporte le grand prix des entreprises de croissance dans la catégorie « Industrie »,.
En 2022, MP hygiene reçoit le Grand Prix des Lionnes dans la catégorie "Industrie" et fais la une du magazine Challenge. https://www.challenges.fr/entreprise/gel-hydroalcoolique-papier-dhygiene-la-pme-ardechoise-mp-hygiene-se-frotte-les-mains-apres-le-covid_830519